# Équipe d'Espagne féminine de handball aux Jeux olympiques d'été de 2016
Cet article relate le parcours de l'Équipe d'Espagne féminine de handball aux Jeux olympiques d'été de 2016, organisé au Brésil. Il s'agit de la 4e participation de l'Espagne aux Jeux olympiques.
L'équipe est éliminée en quart de finale par la France après prolongation.

## Résultats

### Poule A
|   | Équipe     | Pts | J | G | N | P | Bp  | Bc  | Diff | Dép |
| - | ---------- | --- | - | - | - | - | --- | --- | ---- | --- |
| 1 | Brésil     | 8   | 5 | 4 | 0 | 1 | 138 | 117 | 21   | +3  |
| 2 | Norvège    | 8   | 5 | 4 | 0 | 1 | 141 | 121 | 20   | -3  |
| 3 | Espagne    | 6   | 5 | 3 | 0 | 2 | 125 | 116 | 9    | -   |
| 4 | Angola     | 4   | 5 | 2 | 0 | 3 | 116 | 128 | -12  | +4  |
| 5 | Roumanie   | 4   | 5 | 2 | 0 | 3 | 108 | 119 | -11  | -4  |
| 6 | Monténégro | 0   | 5 | 0 | 0 | 5 | 107 | 134 | -27  | -   |

|  | Qualifié pour les quarts de finale                                                                                     |
|  | Éliminé |
|  | Pts points ; J joués ; G victoires ; N nuls ; P défaites BP buts marqués ; BC buts encaissés ; Diff différence de buts |

Remarque : toutes les heures sont locales (UTC−3). En Europe (UTC+2), il faut donc ajouter 5 heures.
| 6 août 2016 16 h 40 | Monténégro  | 19 - 25   | Espagne                         | Future Arena, Rio de Janeiro Affluence : 8 115 Arbitrage : Charlotte et Julie Bonaventura |
| 6 août 2016 16 h 40 | Bulatović 5 | (10 - 14) | Alberto, Pinedo, Pena, Cabral 4 | Future Arena, Rio de Janeiro Affluence : 8 115 Arbitrage : Charlotte et Julie Bonaventura |
| 6 août 2016 16 h 40 | ×2 ×4       | Rapport   | ×3 ×1                           | Future Arena, Rio de Janeiro Affluence : 8 115 Arbitrage : Charlotte et Julie Bonaventura |

| 8 août 2016 14 h 40 | Espagne   | 24 - 27   | Norvège       | Future Arena, Rio de Janeiro Affluence : 5 238 Arbitrage : Geipel, Helbig |
| 8 août 2016 14 h 40 | Barbosa 5 | (10 - 11) | Kristiansen 7 | Future Arena, Rio de Janeiro Affluence : 5 238 Arbitrage : Geipel, Helbig |
| 8 août 2016 14 h 40 | ×2 ×3     | Rapport   | ×4 ×7         | Future Arena, Rio de Janeiro Affluence : 5 238 Arbitrage : Geipel, Helbig |

| 10 août 2016 9 h 30 | Brésil            | 24 - 29   | Espagne | Future Arena, Rio de Janeiro Affluence : 8 495 Arbitrage : Koo, Lee |
| 10 août 2016 9 h 30 | Franca da Silva 7 | (12 - 15) | Pena 8  | Future Arena, Rio de Janeiro Affluence : 8 495 Arbitrage : Koo, Lee |
| 10 août 2016 9 h 30 | ×3 ×5             | Rapport   | ×4 ×8   | Future Arena, Rio de Janeiro Affluence : 8 495 Arbitrage : Koo, Lee |

| 12 août 2016 14 h 40 | Roumanie | 24 - 21   | Espagne                | Future Arena, Rio de Janeiro Affluence : 7 023 Arbitrage : Charlotte et Julie Bonaventura |
| 12 août 2016 14 h 40 | Neagu 9  | (13 - 11) | Martin, Pena, Cabral 4 | Future Arena, Rio de Janeiro Affluence : 7 023 Arbitrage : Charlotte et Julie Bonaventura |
| 12 août 2016 14 h 40 | ×2       | Rapport   | ×3 ×1                  | Future Arena, Rio de Janeiro Affluence : 7 023 Arbitrage : Charlotte et Julie Bonaventura |

| 14 août 2016 19 h 50 | Espagne           | 26 - 22   | Angola   | Future Arena, Rio de Janeiro Affluence : 8 325 Arbitrage : Pinto, Menezes |
| 14 août 2016 19 h 50 | Barbosa, Martin 7 | (13 - 12) | Guialo 6 | Future Arena, Rio de Janeiro Affluence : 8 325 Arbitrage : Pinto, Menezes |
| 14 août 2016 19 h 50 | ×4 ×5             | Rapport   | ×3 ×8    | Future Arena, Rio de Janeiro Affluence : 8 325 Arbitrage : Pinto, Menezes |

### Quarts de finale
| 16 août 2016 13 h 30 | Espagne       | 26 - 27 (ap)      | France      | Future Arena, Rio de Janeiro Arbitrage : Alpaidze, Berezkina |
| 16 août 2016 13 h 30 | Pena 13       | (12 - 5, 23 - 23) | Lacrabère 7 | Future Arena, Rio de Janeiro Arbitrage : Alpaidze, Berezkina |
| 16 août 2016 13 h 30 | Prol. : 3 - 4 |                   |             | Future Arena, Rio de Janeiro Arbitrage : Alpaidze, Berezkina |
| 16 août 2016 13 h 30 | ×8 ×4 ×1      | Rapport           | ×2          | Future Arena, Rio de Janeiro Arbitrage : Alpaidze, Berezkina |